# Swanke Hayden Connell Architects
Swanke Hayden Connell Architects o SHCA è stato uno studio di architettura con sede a New York.

## Storia
La società fu originariamente fondata da Alexander Stewart Walker e Leon Narcisse Gillette a New York nel 1906 con il nome di Walker & Gillette, ma in seguito cambiò in Swanke Hayden Connell Architects.
Nei primi anni della compagnia, mentre eseguiva principalmente progetti a New York, molti progetti furono effettuati in paesi come Cuba, Argentina, Panama, Francia dopo gli anni '30. La società si è concentrata su progetti di architettura d'interni e restauro soprattutto dopo gli anni '50. La più importante di queste opere è stata il restauro del Palazzo del Congresso degli Stati Uniti e della Statua della Libertà.
Il secondo ufficio aperto negli anni '80 fu a Miami; Il terzo ufficio è stato aperto a Londra. Negli anni '90 furono aperte le filiali di Istanbul, Parigi e Mosca. Infine, negli anni 2000 è stato aperto un ufficio a Shanghai.
La Tekfen Tower Swanke, uno dei grattacieli in via Büyükdere a Istanbul, è stato progettato da Hayden Connell Architects.

## Edifici notevoli
- Trump Tower, New York, New York, 1983
- Continental Center, 1983
- Restauro della Statua della Libertà, Liberty Island, New York, New York, 1986
- 4 Columbus Circle, New York, New York, 1989
- Americas Tower (1177 Avenue of the Americas), New York, New York, 1991
- FDNY Training Center, Randall's Island, New York, 2003
- Restauro della cupola del Campidoglio di Stato della Virginia Occidentale, Charleston, West Virginia, 2005
- New York City Office of Emergency Management, Brooklyn, New York, 2006
- Nassau County Public Safety Center, Westbury, New York, 2011
- Eurasia Tower, Moscow
- Tower 45, New York, New York, 1989
- Tekfen Tower, Istanbul, 2002